# 彼得·坎博
彼得·坎博（Peter Cambor，1978年9月28日—）是美國的一位演員。他最著名的角色是在CBS電視劇重返犯罪現場：LA中飾演心理學家Nate Getz角色。他也出演 ABC和情景喜劇育兒守則和TBS電視劇婚禮樂隊。

## 外部連結
- TV Guide bio （页面存档备份，存于）
- 彼得·坎博在互联网电影资料库（IMDb）上的資料（英文）